# Шребер, Николя Жозеф
Николя Жозеф Шребер (фр. Nicolas Joseph Schreiber; 1752—1833) — французский военный деятель, бригадный генерал (1805 год), барон (1813 год), участник революционных и наполеоновских войн.

## Биография
Родился в семье эльзаского сержанта Жана Жоржа Шребера (фр. Jean-Georges Schreiber; 1715—1788) и его супруги ирландки Мэри Элизабет Келли (фр. Marie-Elisabeth Kelly; 1714—).
В 9 лет стал барабанщиком швейцарского пехотного полка Салис-Самад, в котором служил его отец. 1 января 1765 года в возрасте 12 лет поступил на военную службу солдатом в данном полку. 1 ноября 1792 года избран старшим аджюданом 2-го батальона волонтёров департамента Пюи-де-Дом. Сражался в составе Рейнской армии под командованием генералов Кюстина и Богарне. 10 сентября 1793 года избран капитаном. В 1794 году переведён в Мозельскую армию и отличился в боевых действиях под командой генералов Гоша и Журдана. 19 июля 1794 года произведён в командиры батальона, а 19 июня 1795 года – в полковники. Был назначен командиром 202-й полубригады линейной пехоты в составе Рейнско-Мозельской армии. 18 октября 1795 года ранен двумя мушкетными пулями при захвате Мангейма.
13 июня 1797 года возглавил 22-ю полубригаду линейной пехоты в Северной армии. Отличился под началом генерала Брюна в сражениях при Алкмаре и Кастрикуме. Затем служил в Западной и Итальянской армиях. 21 апреля 1800 года определён в пехотную дивизию генерала Ватрена Резервной армии. 19 мая 1800 года сражался при Шатийоне, 22 мая – при Ивреа, 26 мая отличился в сражении при Чузелле. 9 июня 1800 года ранен пулей в колено в сражении при Кастеджо. 14 июня 1800 года прославился храбростью в сражении при Маренго, за которое его полубригада получила 15 почётных карабинов. 25 декабря 1800 года сражался при Поццоло. С 29 августа 1803 года служил в составе 3-й пехотной дивизии Леграна в лагере Сент-Омер Армии Берегов Океана.
20 августа 1805 года был назначен комендантом Пармы. 10 сентября 1805 года произведён в бригадные генералы. 9 февраля 1814 года был захвачен в плен в Парме во время внезапного нападения австрийской кавалерии, но в тот-же день освобождён французскими жандармами. После эвакуации 2 марта 1814 года Пармы возвратился во Францию и оставался без служебного назначения. При первой Реставрации занял 8 апреля 1814 года пост командующего департамента Дё-Севр. 28 декабря 1814 года вышел в отставку и удалился в Орлеан. Умер 12 февраля 1833 года в Фонтенбло в возрасте 80 лет.

## Воинские звания
- Солдат (1 января 1765 года);
- Капрал (1 января 1777 года);
- Сержант (1 февраля 1781 года);
- Старший сержант (10 сентября 1786 года);
- Старший аджюдан (1 ноября 1792 года);
- Капитан (10 сентября 1793 года);
- Командир батальона (19 июля 1794 года);
- Полковник (19 июня 1795 года);
- Бригадный генерал (10 сентября 1805 года).

## Титулы
- Барон Шребер и Империи (фр. baron Schreiber et de l'Empire; декрет от 10 февраля 1813 года, патент подтверждён 25 марта 1813 года в Париже)[1][2].

## Награды
Кавалер Военного ордена Святого Людовика (1 февраля 1792 года)
 Легионер ордена Почётного легиона (11 декабря 1803 года)
 Офицер ордена Почётного легиона (14 июня 1804 года)